# Gustav Jung (Eisenhüttenunternehmer)

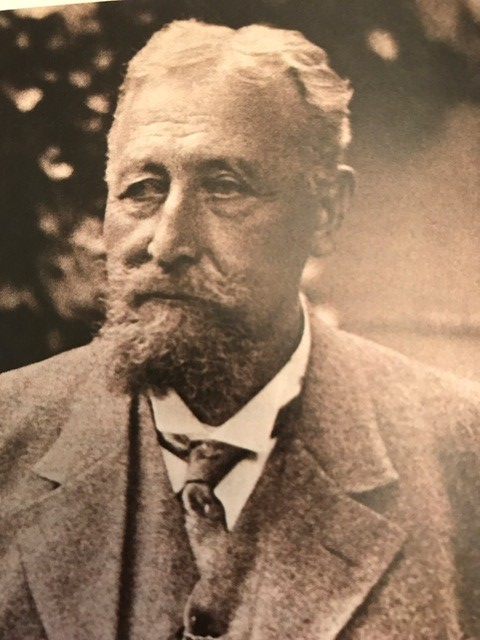
Gustav Jung

Gustav Jung (* 8. Januar 1859 auf Amalienhütte; † 12. Juni 1929 in Neuhütte, Dillkreis) war ein deutscher Eisenhüttenmann. Für die Entwicklung der Hüttenindustrie und des Bergbaus in Hessen-Nassau hat er historische Bedeutung.

## Leben
Gustav Jung wurde als Sohn von Gustav August Jung (1824–1904) geboren. Er besuchte das Gymnasium Dillenburg und bis zur Reifeprüfung die Gewerbeschule Kassel. Praktische Erfahrungen sammelte er beim Lokomotivunternehmen Henschel & Sohn und im Oberschlesischen Industriegebiet. 1879/80 diente er als Einjährig-Freiwilliger beim Westfälischen Ulanen-Regiment Nr. 5 in Düsseldorf mit dem Abschluss Reserveoffiziersanwärter. Anschließend studierte er von 1880 bis 1883 an der Bergakademie Berlin Hüttenkunde und schloss sich dort am 25. Mai 1882 dem Berg- und Hüttenmännischen Verein an. Nach dem Examen trat er 1883 neben seinem Vater in die Geschäftsleitung seines Familienunternehmens, des Hessen-Nassauischen Hüttenvereins ein, der im selben Jahr durch ein Umfirmieren des bisherigen Familienunternehmens gegründet wurde. Zugleich  kam er in die gerade erworbene Neuhütte bei Straß-Ebersbach, deren Leiter er wurde und wo er sein späteres Leben verbrachte. Er machte Studienreisen durch die Industrieländer Europas und die Vereinigten Staaten. Mit 71 Jahren verstarb er in der Universitätsklinik Gießen und hinterließ seine Frau, fünf Töchter und zwei Söhne. Die sterblichen Überreste von Gustav Jung und seinem Vater Gustav August Jung sind mit denen ihrer Frauen in Ewersbach beerdigt, in ewigen Grabstätten, die besucht werden können.

## Wirken
Sein Großvater Johann Jakob Jung (1779–1847) war 1816 Gründer der Firma J. J. Jung mit Sitz in Steinbrücken (Dietzhölztal), die 1883 in Hessen-Nassauischer Hüttenverein Aktiengesellschaft umfirmiert wurde, ab 1892 als Gesellschaft mit beschränkter Haftung. Johann Jakob Jung und seine Kinder waren die Gesellschafter, später auch seine Enkel. Der Hessen-Nassauische Hüttenverein ging 1935 auf in Buderus in Wetzlar. Er hat somit 119 Jahre bestanden. Gustav Jung war Mitgesellschafter und Leiter des Hessen-Nassauischen Hüttenvereins. Er betrieb von Neuhütte aus den Ausbau aller Werke des Hüttenvereins, besonders des Gießereiwesens. Nach der Stilllegung aller Holzkohleöfen leitete er den Bau des Hochofenwerks in Oberscheld, das 1904 in Betrieb ging. Er sorgte für eine erhebliche Vergrößerung des Grubenbesitzes. Der Bau eines Kraftwerks auf Neuhütte ermöglichte die Mechanisierung und Elektrifizierung der Grubenbetriebe. Der Ausgestaltung und Erweiterung des Hochofens in Oberscheld galt seine besondere Sorge. Das zeigte sich in der weitgehenden Verwertung der Schlacke (Metallurgie) und in der Angliederung eines Elektrizitätswerks für die Hüttenwerke im Dillkreis, im Kreis Biedenkopf und im Kreis Wittgenstein. Weitgehend genutzt wurde auch das Gichtgas, das in elektrische Energie für alle Hüttenwerke umgesetzt wurde. Gustav Jung trug zur Hebung des Wohlstands seiner engeren Heimat bei. Im Verein Deutscher Eisenhüttenleute waren Emil Schrödter und Wilhelm Beumer enge Freunde. Dass die Ofenplattensammlung des Vereins zustande kam, war besonders Jung zu verdanken. Er nahm an der geologischen Erforschung des Siegerlands regen Anteil, so bei den Grabungen zum Ringwall Rittershausen. Viele Jahre saß er im Kreisausschuss des Dillkreises. Bei der Bestattung würdigte ihn der Landrat des Dillkreis Otto Bünger:

„Selten hat ein Mann sich solch allgemeiner Wertschätzung erfreut wie der Dahingeschiedene. Ausgestattet mit hohen Geistesgaben, gepaart mit starker Willenskraft und hohen Lebenszielen, wusste er jedem zu raten und wusste auch stets, was der Allgemeinheit frommt, und zwar nicht allein in wirtschaftlicher, sondern auch in kultureller und sozialer Hinsicht. Seine Größe ist darin verherrlicht, dass die, die von Sorge und Kummer beladen zu ihm kamen, wieder getröstet von ihm gingen. Es ist mir eine hohe und heilige Pflicht, an dieser Stelle den Dank auszusprechen für das, was er seiner Heimat und der Bevölkerung getan hat. Seine Arbeit konnte nicht ruhen, weil sie getragen war von dem Gedanken, dass sie dienen sollte der Allgemeinheit und der Heimat, dass sie dienen sollte dem ganzen deutschen Volke und Vaterland. Sein hochgemutes Herz und sein Geist sind zur Ruhe gegangen, aber seine Werke werden von seinem Wirken und Streben Zeugnis geben in alle Zukunft.“

Hütten

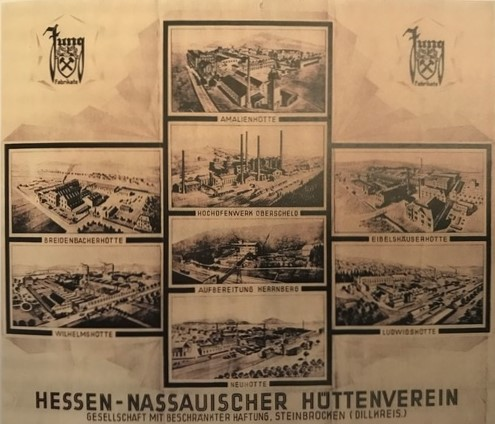
Hüttenverein
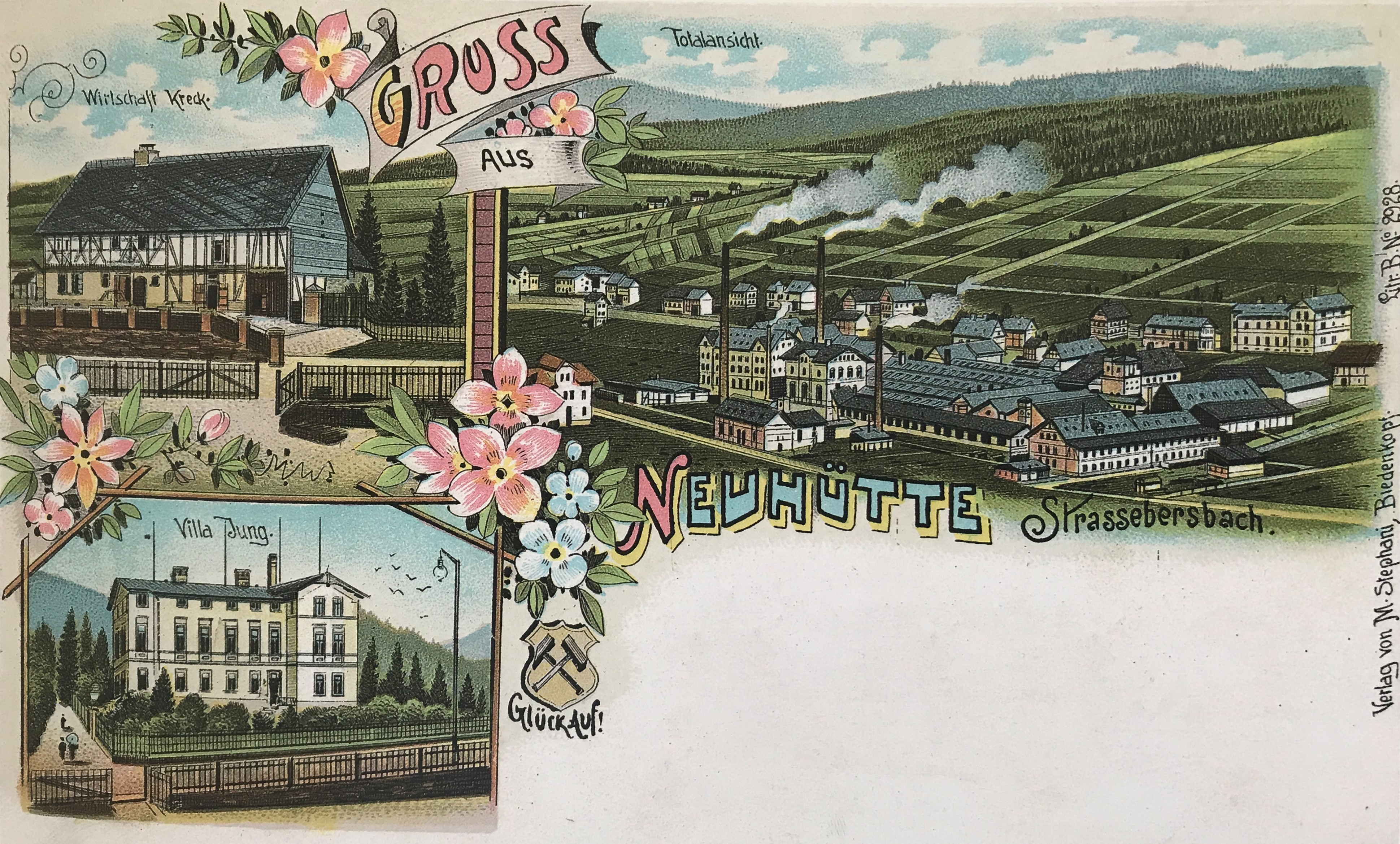
Neuhütte etwa 1904

## Familie

### Ehe und Nachfahren

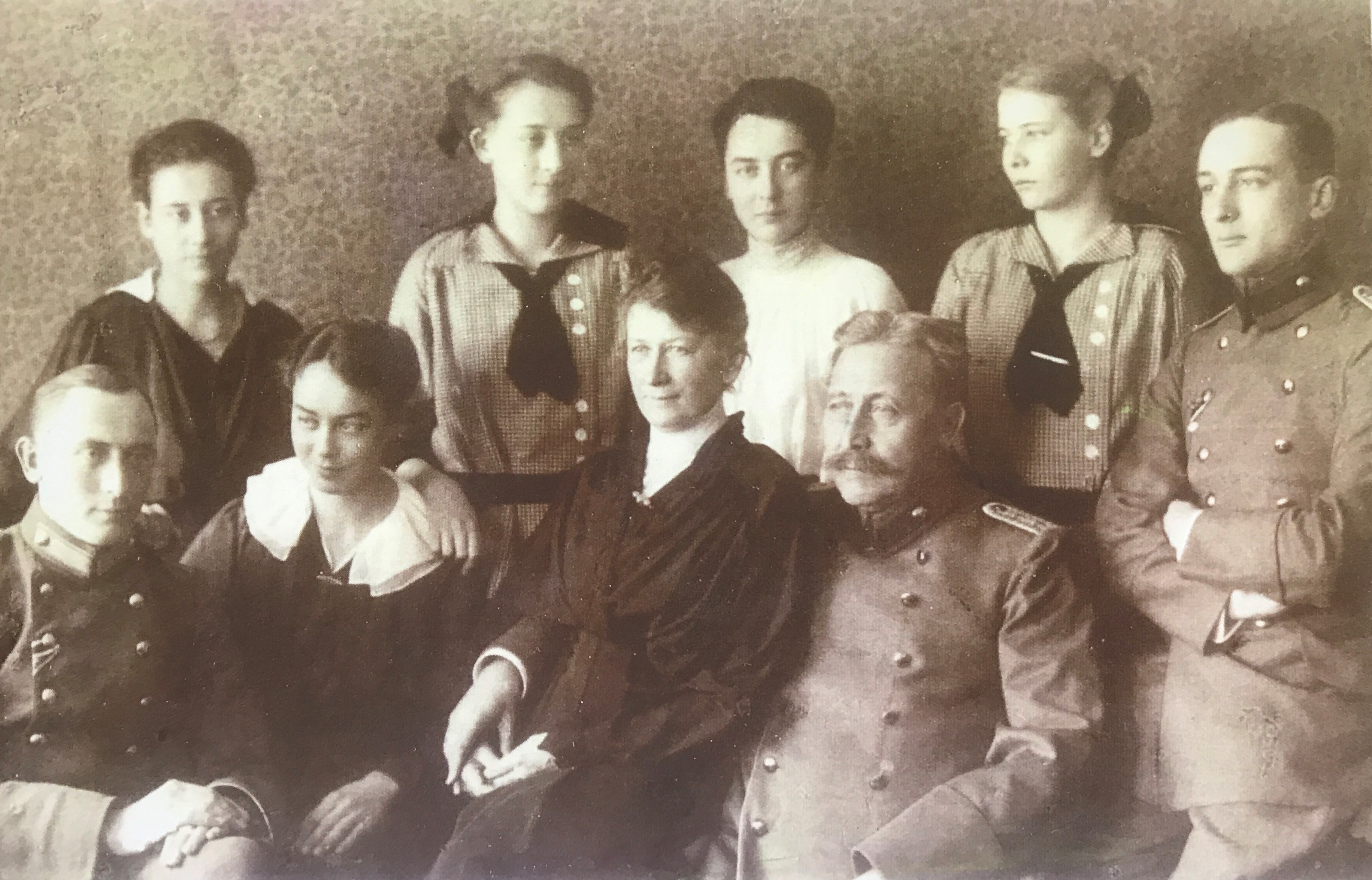
Gustav Jung und seine Familie 1918
l. nach r. hinten: Hermine, Elisabeth, Luise, Margarethe, vorn: Gustav, Marie, Eltern, Rudolf

Gustav Jung war verheiratet mit Hermine Vogel (* 1861 in Siegen, † 1935 in Neuhütte), seiner Nichte zweiten Grades.  Das Paar  hatte die fünf Töchter Hermine (1887–1969) verh. mit Ernst Wolfram, Luise (1891–1983) verh. mit Oscar Schulz, Marie (1895–1993) verh. mit Carl Grün, Elisabeth (1901–1982) verw. Piper, verh. mit Heinrich Bonnenberg und Margarethe (1901–1980) verh. mit Erich Mülbe sowie die zwei Söhne Gustav (1889–1951) verh. mit Else Gauhe und Rudolf (1894–1918 gefallen). Einer der Enkel von Gustav Jung ist Heinrich Bonnenberg. Urenkel sind Hans Julius Ahlmann, Hans Michael Jebsen und Christian Wolfram.

### Eltern
Die Eltern von Gustav Jung waren der Eisenhüttenunternehmer Commerzienrat Gustav August Jung (1824–1904) und Louise Christiane Sophie Schmidt (1827–1906). Sie hatten die vier Töchter Amalie (1850–1935) verh. Hecker, Thusnelde (1852–1866), Marie (1854–1925), Luise (1857–1907) verh. Steinvorth und den Sohn Gustav Jung.

### Vorfahren und Verwandte
Die  Großeltern väterlicherseits von Gustav Jung waren der Eisenhütteneigentümer und -verwalter Johann Jakob Jung und Katharina Aurelie Amalie geb. Becker (1782–1850). Das Paar hatte die fünf Töchter Louise (1806–1878) verh. Herwig, Marianne (1807–1878) verh. Vogel, Wilhelmine (1809–1864) verh. Rhode, Amalie (1812–1860) verh. Conrad und Julie (1817–1820) sowie die fünf Söhne Ferdinand (1811–1883) verh. mit Caroline Stifft, Jakob (1814–1890) verh. mit Louise Autschbach, Friedrich (1820–1902) verh. mit Margarethe Hellwig, Julius (1822–1892) verh. mit Emilie Molter und Gustav August Jung. Das Paar ist beerdigt unter zwei sich umschlingenden  Ulmen am Eingang zur Dorfkirche von Steinbrücken (Dietzhölztal), noch heute zu sehen. Der Ur-ur-Großvater von Gustav Jung war der Oberbergmeister Johann Heinrich Jung. Sein Ur-Großonkel zweiten Grads war Johann Heinrich Jung-Stilling.
Gustav Jung ist über seine Großmutter Katharina Aurelie Amalie Becker Nachkomme von Caspar Cruciger der Ältere, Jan Gruter, Sebastian Fröschel, Henrich Smet.
Über seine Mutter Louise Christiane Sophie Schmidt ist Gustav Jung Nachkomme mittelalterlichen Adels bis hin zu Karl dem Großen über Balduin I. (Flandern), Berengar I. und Balduin IV. (Flandern) sowie bis zu Alfred dem Großen über Balduin II. (Flandern) und bis zu Wladimir dem Heiligen von Kiew über Geza II. von Ungarn. 
Mütterlicherseits ist er zudem Nachkomme des Schweizer Theologen und Alchemisten Raphael Eglin. Ebenfalls über seine Mutter ist Gustav Jung blutsverwandt ein Vetter von Friedrich Schmidt-Ott und ein Onkel zweiten Grades von Günther Ramin.
Jungs Eltern

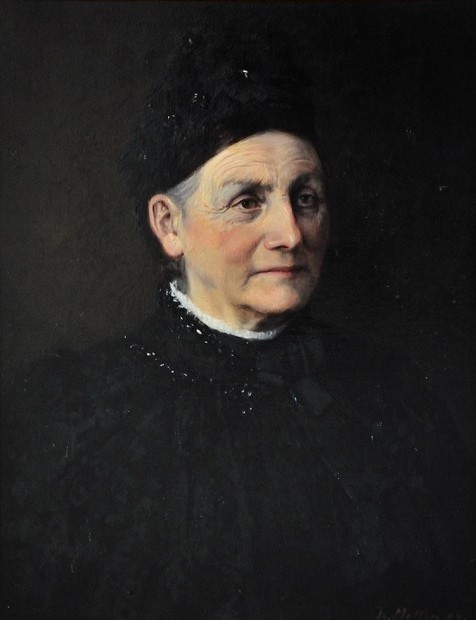
Louise Christiane
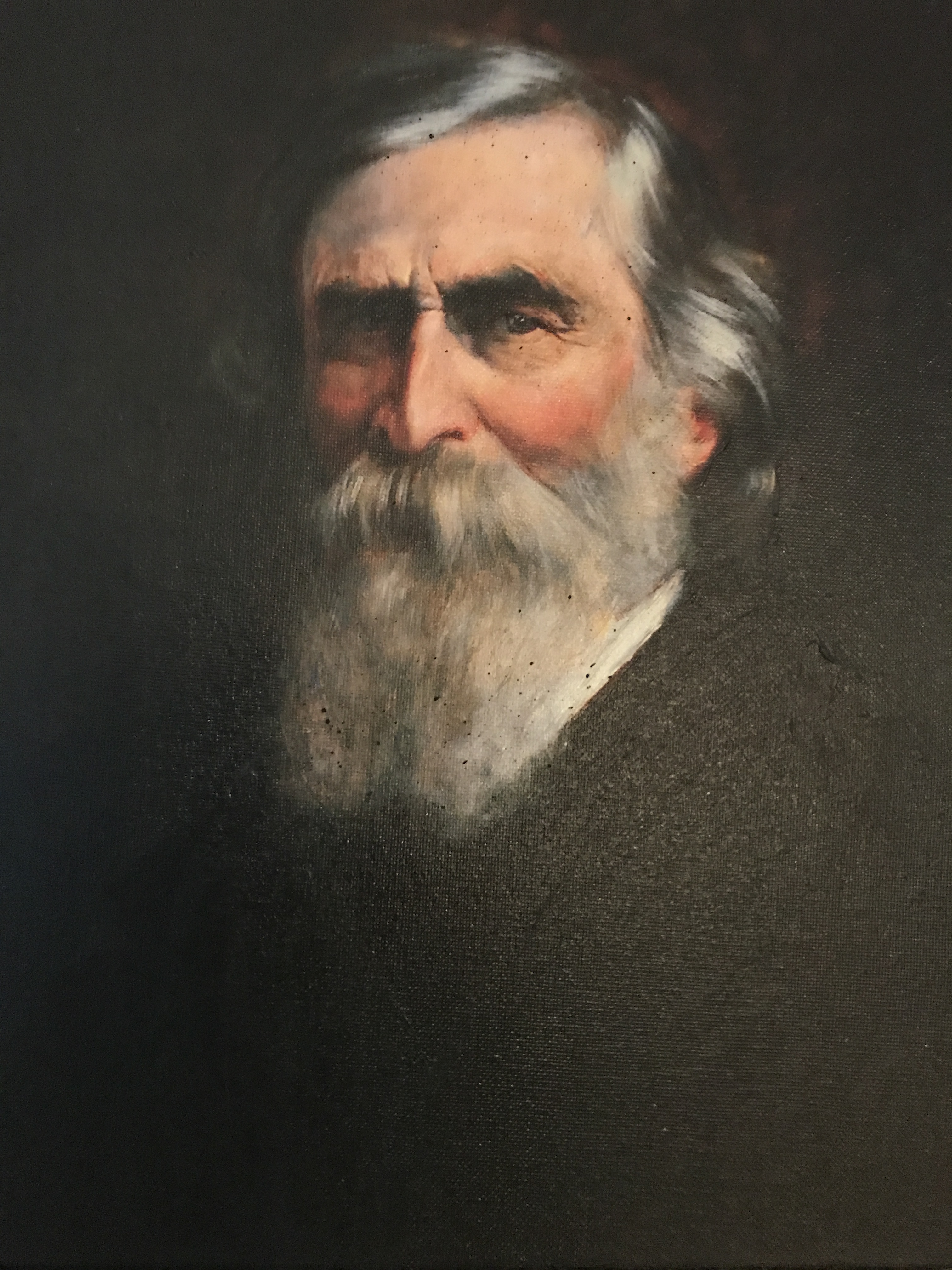
Gustav August

### Ehrungen
- Charakter als Kommerzienrat (Preußen)
- Ehrenmitglied des Naturhistorischen Vereins der Rheinlande und Westfalen